# Xã Union, Quận Phelps, Nebraska
Xã Union (tiếng Anh: Union Township) là một xã thuộc quận Phelps, tiểu bang Nebraska, Hoa Kỳ. Năm 2010, dân số của xã này là 477 người.